# Flight Log: Turbulence
Flight Log: Turbulence é o segundo álbum de estúdio do grupo sul-coreano GOT7. Ele foi lançado em 27 de setembro de 2016 pela JYP Entertainment. O álbum é composto em 13 faixas, incluindo um single titulado "Hard Carry".

## Lista de Músicas[3]
| N.º | Título                  | Duração |  |
| 1.  | "skyway"                | 3:37    |  |
| 2.  | "하드캐리" (Hard Carry) | 3:13    |  |
| 3.  | "Boom x3"               | 3:31    |  |
| 4.  | "Prove It"              | 2:54    |  |
| 5.  | "노잼" (No Jam)         | 3:34    |  |
| 6.  | "HEY"                   | 3:29    |  |
| 7.  | "Mayday"                | 3:33    |  |
| 8.  | "My Home"               | 3:27    |  |
| 9.  | "Who's That"            | 3:35    |  |
| 10. | "만약에" (If)           | 3:29    |  |
| 11. | "아파" (Sick)           | 4:17    |  |
| 12. | "니꿈꿔" (Dreamin')     | 3:08    |  |
| 13. | "Let Me"                | 3:21    |  |

## Charts
| Chart                                 | Peak position |
| ------------------------------------- | ------------- |
| Belgian Albums (Ultratop Flanders)    | 178           |
| French Albums (SNEP)                  | 136           |
| US Top Heatseekers Albums (Billboard) | 7             |
| US World Albums (Billboard)           | 1             |
| New Zealand Heatseekers Albums (RMNZ  | 6             |

## Vendas
| Ano  | Vendas Físicas |
| ---- | -------------- |
| 2016 | 217,501+       |

## Prêmios e indicações

### Golden Disk Awards
| Ano  | Categoria    | Recipiente             | Resultado |
| ---- | ------------ | ---------------------- | --------- |
| 2017 | Disk Bonsang | Flight Log: Turbulence | Venceu    |

### Programa de música prêmios
| Canção       | Programa    | Data                  |
| ------------ | ----------- | --------------------- |
| "Hard Carry" | M!Countdown | 6 de outubro de 2016  |
| "Hard Carry" | Music Bank  | 7 de outubro de 2016  |
| "Hard Carry" | Inkigayo    | 9 de outubro de 2016  |
| "Hard Carry" | The Show    | 18 de outubro de 2016 |